# Onno van Veldhuizen
Gijsbert Onno van Veldhuizen (Rhoon, 26 oktober 1962) is een Nederlandse jurist, bestuurder en politicus. Hij is lid van D66. Sinds 1 oktober 2021 is hij staatsraad in de Afdeling bestuursrechtspraak van de Raad van State.

## Opleiding en loopbaan
Van Veldhuizen groeide op als zoon van PvdA-burgemeester Eppo van Veldhuizen. Na de middelbare school ging hij in 1982 rechten studeren aan de Rijksuniversiteit Leiden. In zijn studententijd te Leiden was hij praeses collegii van de Leidse Studenten Vereniging 'Minerva'. In 1988 rondde hij zijn rechtenstudie af en vijf jaar later promoveerde hij aan de Universiteit Osnabrück op het proefschrift Die privatrechtsgestaltende Wirkung des öffentlichen Rechts im Umwelthaftungsrecht.
Na zijn rechtenstudie werkte Onno van Veldhuizen als advocaat bij Loeff Claeys Verbeke in Parijs en Rotterdam. Vervolgens werkte hij van 1995 tot 1997 als bedrijfsjurist en lid van het managementteam bij Royal Gist Brocades NV. Van 1997 tot 1999 was hij partner bij de investeringsmaatschappij Omni Finance & Investment Group.

## Politieke loopbaan
In april 1999 werd Van Veldhuizen benoemd tot burgemeester van de gemeente Nieuwkoop. Met 36 jaar was hij op dat moment de jongste burgemeester van Nederland. Vanaf 1 augustus 2003 was hij burgemeester van de gemeente Hoorn. In hetzelfde jaar werd hij bovendien benoemd tot vicevoorzitter van het landelijk bestuur van D66. Deze laatste functie vervulde hij tot 2004. Als burgemeester van Hoorn werd Van Veldhuizen door lezers en redactie van Binnenlands Bestuur verkozen als tweede lokaal en regionaal bestuurder van Nederland 2012.
Na twaalf jaar het burgemeesterschap in Hoorn te hebben vervuld, werd Van Veldhuizen op 2 oktober 2015 benoemd tot burgemeester van de gemeente Enschede. Vanuit die functie is hij bovendien voorzitter van de Regio Twente en de Veiligheidsregio Twente. Op 1 oktober 2020 liet hij weten voorgedragen te willen worden voor een tweede termijn als burgemeester van Enschede. Vanaf 19 november 2020 was Henk Jan Meijer als tijdelijke vervanger waarnemend burgemeester van Enschede, omdat Van Veldhuizen zwaar is getroffen door het coronavirus. Op 15 maart 2021 ging hij weer aan de slag als burgemeester van Enschede.
Daarnaast was hij voorzitter van het stedelijk netwerk MONT, dat bestaat uit de steden Münster, Osnabrück en Netwerkstad Twente, vicevoorzitter van het dagelijks bestuur van de Euregio. Tot maart 2019 was hij vicevoorzitter van het Nederlands Genootschap van Burgemeesters, toen een einde aan zijn benoembare termijn kwam. Hij heeft aangekondigd geen tweede termijn als burgemeester van Enschede te ambiëren.

## Loopbaan na politiek
Op 11 juni 2021 werd bekendgemaakt dat de ministerraad op voorstel van de minister van Binnenlandse Zaken en Koninkrijksrelaties heeft besloten Van Veldhuizen voor te dragen voor benoeming bij koninklijk besluit als staatsraad in de Afdeling bestuursrechtspraak van de Raad van State met ingang van 1 oktober 2021. Daarnaast is hij toezichthouder van de Stichting Stimuleringsfonds Volkshuisvesting Nederlandse Gemeenten en de Deutsch-Niederländische Gesellschaft e.V. Münster, president-commissaris van Landgoed Het Lankheet en voorzitter van Stichting Het Verhaal van Enschede.

## Onderscheidingen
- Officier in de Orde van Oranje-Nassau (1 oktober 2021).[10]
- Ereburger van Enschede (1 oktober 2021).[10]

## Persoonlijk
Van Veldhuizen is getrouwd en heeft twee kinderen.